# Karl Heinrich Sack

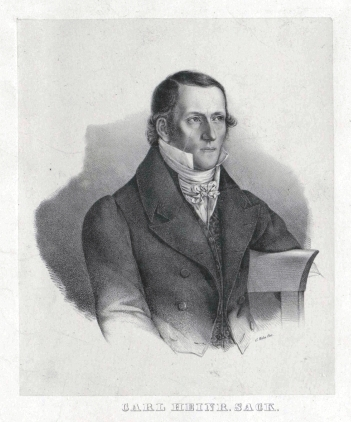
Karl Heinrich Sack.

Karl Heinrich Sack, född den 17 november 1789 i Berlin, död den 16 oktober 1875 i Poppelsdorf vid Bonn, var en tysk teolog. Han var son till Friedrich Samuel Gottfried Sack, dotterson till Johann Joachim Spalding och gift med en sondotter till Friedrich Heinrich Jacobi.
Sack var professor vid Bonns universitet 1818–1847 och samtidigt präst i den evangeliska församlingen där. Han var konsistorialråd i Magdeburg 1847–1860. Sack utgav i Schleiermachers anda Christliche Apologetik (1829; 2:a upplagan 1841) och Christliche Polemik (1838) med flera skrifter.